# Maksim Sorokin (polityk)
Maksim Fiodorowicz Sorokin (ros. Максим Фёдорович Сорокин, ur. 16 stycznia 1899 w Baku, zm. 1965) – radziecki polityk.

## Życiorys
W 1918 wstąpił do Czerwonej Gwardii, w 1920 został członkiem RKP(b), 1922-1924 był sekretarzem odpowiedzialnym Bakijskiego Komitetu Komsomołu Azerbejdżanu i członkiem KC Komsomołu Azerbejdżanu i jednocześnie w 1924 sekretarzem Zakaukaskiego Krajowego Komitetu Komsomołu. Od 18 lipca 1924 do 23 marca 1926 był członkiem Biura KC Komsomołu i przewodniczącym Komisji Wojskowej KC Komsomołu oraz pomocnikiem szefa Zarządu Politycznego Armii Czerwonej ds. Komsomołu, później sekretarzem Środkowoazjatyckiego Biura KC Komsomołu, a od 1929 instruktorem Północnego Krajowego Komitetu WKP(b) i sekretarzem odpowiedzialnym archangielskiego rejonowego komitetu WKP(b). Od października 1931 do stycznia 1932 był przewodniczącym Rady Miejskiej Archangielska, 1932-1934 sekretarzem Północnego Krajowego Komitetu WKP(b) ds. transportu, w 1934 kierownikiem Wydziału Przemysłowo-Transportowego Północnego Krajowego Komitetu WKP(b), a 1934-1936 kierownikiem Sektora Transportu Wodnego Wydziału Przemysłowo-Transportowego KC WKP(b). Od 1936 był II sekretarzem, a od października 1937 do stycznia 1939 I sekretarzem Dagestańskiego Komitetu Obwodowego WKP(b), później zarządzał trustami przemysłu leśniczego kolejno w Kalininie i Penzie. W 1942 został przewodniczącym Komitetu Wykonawczego Rady Miejskiej Penzy, 1943-1947 był zastępcą przewodniczącego Komitetu Wykonawczego Penzeńskiej Rady Obwodowej, 1947-1948 słuchaczem kursów przy KC WKP(b), a 1948-1950 szefem obwodowego zarządu przemysłu spożywczego w Penzie, następnie przeszedł na emeryturę.